# Bahía de Barataria
La Bahía de Barataria (en inglés: Barataria Bay) También escrito Bahía de Barrataria, es un cuerpo de agua en el golfo de México, de unas 15 millas (24 kilómetros) de largo y 12 millas (19 km) de ancho, en el sureste de Luisiana, en la parroquia de Jefferson y la parroquia de Plaquemines, al sur de los Estados Unidos. Está separada del golfo por dos islas de barrera, Grand Isle y Grand Terre. La bahía toma su nombre de la novela española Don Quijote, en el que aparece la "ínsula Barataria", o isla Barataria, como un territorio ficticio gobernado por Sancho Panza.